# Piz Cacciabella Sud
Piz Cacciabella Sud är en bergstopp i Schweiz.   Den ligger i regionen Maloja och kantonen Graubünden, i den sydöstra delen av landet, 180 km öster om huvudstaden Bern. Toppen på Piz Cacciabella Sud är 2 969 meter över havet, eller 227 meter över den omgivande terrängen. Bredden vid basen är 1,9 km.
Terrängen runt Piz Cacciabella Sud är huvudsakligen mycket bergig. Runt Piz Cacciabella Sud är det glesbefolkat, med 10 invånare per kvadratkilometer.. Närmaste större samhälle är Silvaplana, 19,7 km nordost om Piz Cacciabella Sud. 
Trakten runt Piz Cacciabella Sud består i huvudsak av gräsmarker.